# Плотина против Тихого океана
«Плотина против Тихого океана» (фр. Un barrage contre le Pacifique, англ. The Sea Wall) — совместная франко-бельгийско-камбоджийская картина 2008 года по одноимённому роману французской писательницы Маргерит Дюрас камбоджийского режиссёра Ритхи Пань. 

## Сюжет
Французский Индокитай, 1931 г. На побережье Сиамского залива проживает французская семья: вдова и двое её детей: 19-ти и 16-ти лет. Продавая этот участок чиновники умолчали о ежегодном затоплении земли со стороны моря. Семейство едва сводит концы с концами. Чтобы отгородить себя ещё от большего разорения мадам объявляет о строительстве дамбы. Женщина отказывается сдаться и отчаянно борется и против моря и против коррумпированных колониальных бюрократов...

## Актёрский состав
| В ролях              |  | Персонаж |
| -------------------- |  | -------- |
| Изабель Юппер        |  | мадам    |
| Гаспар Ульель        |  | Жозеф    |
| Астрид Бержес-Фрисби |  | Сюзанна  |
| Рэндал Дук           |  | мсьё Жо  |
| Вантхон Дуонг        |  | капрал   |